# Wojna o Aroostook
Wojna o Aroostook – w literaturze angielskojęzycznej zwana Aroostook War lub znana pod alternatywnymi nazwami Pork and Beans War (Wojna o wieprzowinę z fasolą) lub Northeastern Border Dispute (Północno-wschodni spór graniczny). Wojna była niewypowiedzianym konfliktem pomiędzy Stanami Zjednoczonymi, a Wielką Brytanią, a ściślej jej północnoamerykańskimi koloniami. Wojna trwała od jesieni 1838 do wiosny 1839.

## Geneza konfliktu
Pokój wersalski z 1783, kończący amerykańską wojnę o niepodległość niezbyt dokładnie definiował granice USA i brytyjskich kolonii na północy. Przedmiotem sporu była dolina rzeki Aroostook, część regionu Madawaska. Do roku 1820 władzę stanu Massachusetts nie były specjalnie zainteresowane odległym i mało znaczącym zakątkiem swego terenu. W tym roku został z tego stanu wydzielony inny stan, Maine. Władze Maine bliżej zainteresowały się swymi północnymi granicami i rozpoczęły nadawanie ziemi osadnikom w rejonie Madawaski, mimo że kraj ten był faktycznie administrowany przez Brytyjczyków. Pierwszym epizodem sporu o rejon Madawaski były wydarzenia bezpośrednio następujące po deklaracji powstania Republiki Madawaska proklamowanej przez miejscowego farmera Johna Bakera. Baker został aresztowany w dwa tygodnie po samozwańczej deklaracji. Incydent ten wywołał histeryczną reakcje w USA. Gubernator stanu Maine w swym adresie komentującym wydarzenie określił wydarzenie słowami American captured upon American soil (Amerykanin został pojmany na amerykańskiej ziemi). W dalszej części przyrzekał swym wyborcom, iż American troops would march upon capitol of New Brunswick (Wojska amerykańskie pomaszerują na stolice Nowego Brunszwiku). W nieco łagodniejszym w tonie, choć także nie pozostawiająca wątpliwości co do intencji wojennych, była oficjalna deklaracja sekretarza stanu USA Henry'ego Cleya. Już wiosną 1828 Amerykanie rozpoczęli budowę traktu w głąb rejonu Madawaska i tworzenie umocnień pogranicznych. Wobec takiej sytuacji Brytyjczycy zdecydowani byli ustąpić. Zaproponowali międzynarodowy arbitraż. Mediatorem sporu został król Niderlandów, lecz jego propozycje nadesłane w 1831, choć spotkały się z akceptacją brytyjską, zostały odrzucone przez stan Maine.
Sytuacja została nierozwiązana. Przed końcem dziesięciolecia, zwiększyła się obecność brytyjska w rejonie. Drwale z Nowego Brunszwiku rozpoczęli regularne wyręby lasów nad rzeką Aroostook. Bezpośrednią jednak przyczyną wybuchu narastającego od lat konfliktu był incydent, w którym Brytyjczycy aresztowali amerykańskiego agenta ziemskiego, wysłanego przez władze stanowe dla zbadania sytuacji na północy.

## Przebieg konfliktu
Aresztowanie amerykańskiego urzędnika na nowo rozpaliło emocje w USA. Tym razem Amerykanie przeszli do zdecydowanych działań. Choć oficjalnie nie wypowiedziano wojny, Stany Zjednoczone przystąpiły do militaryzacji rejonu Madawaska. Kongres Stanów Zjednoczonych uchwalił powołanie 50 tysięcy (!) wojska i wyasygnował na cele wojenne olbrzymią jak na owe czasy sumę 10 milionów dolarów. W rzeczywistości do spornego rejonu wysłano wielokrotnie mniejsze wojska (różne źródła podają od 3 do 10 tysięcy). Nowy Brunszwik zdołał powołać pod broń oddział milicji, zapewne nieprzekraczający kilkuset zbrojnych. Mimo wysokiej aktywności zbrojnej na spornym terytorium nie doszło do właściwych walk. Przygotowania wojenne zostały przerwane przez negocjacje, które doprowadziły do zawarcia traktatu granicznego znanego jako Traktat Webstera-Ashburtona. Wojna o Aroostook przeszła do historii jako wojna, podczas której nie odbyła się ani jedna bitwa.
Choć nie doszło do walk, armia amerykańska odnotowała pewne straty. Ocenia się, że około 40 żołnierzy amerykańskich zginęło z powodu różnych wypadków, nie związanych z bezpośrednimi operacjami wojennymi. Straty brytyjskie są nieznane, lecz prawdopodobnie zerowe. Humoryści na listę strat brytyjskich wpisują jedną świnię, zarekwirowaną przez oddziały amerykańskie na jednej z farm. Fakt ten dał alternatywną nazwę wojny – wojna o wieprzowinę z fasolą.

## Wyniki konfliktu
Głównymi negocjatorami traktatu byli: ze strony amerykańskiej Daniel Webster i brytyjskiej Alexander Baring, pierwszy baron Ashburton. W wyniku negocjacji ustalono podział rejonu Madawaska, z tym że większa jego część – 18 170 kilometrów kwadratowych przypadła USA, a pozostałe 12 980 koloniom brytyjskim. Ten kompromis spotkał się jednak ze zdecydowanym sprzeciwem władz stanu Maine. Webster zdołał przekonać upartych polityków stwierdzając, że podczas negocjacji używano starej mapy z okresu negocjacji pokoju wersalskiego, na której czerwonym ołówkiem przebieg granicy miał zaznaczyć sam Benjamin Franklin. Autorytet narodowego bohatera uratował porozumienie.